# Conrad von Hailfingen genannt Boltringer

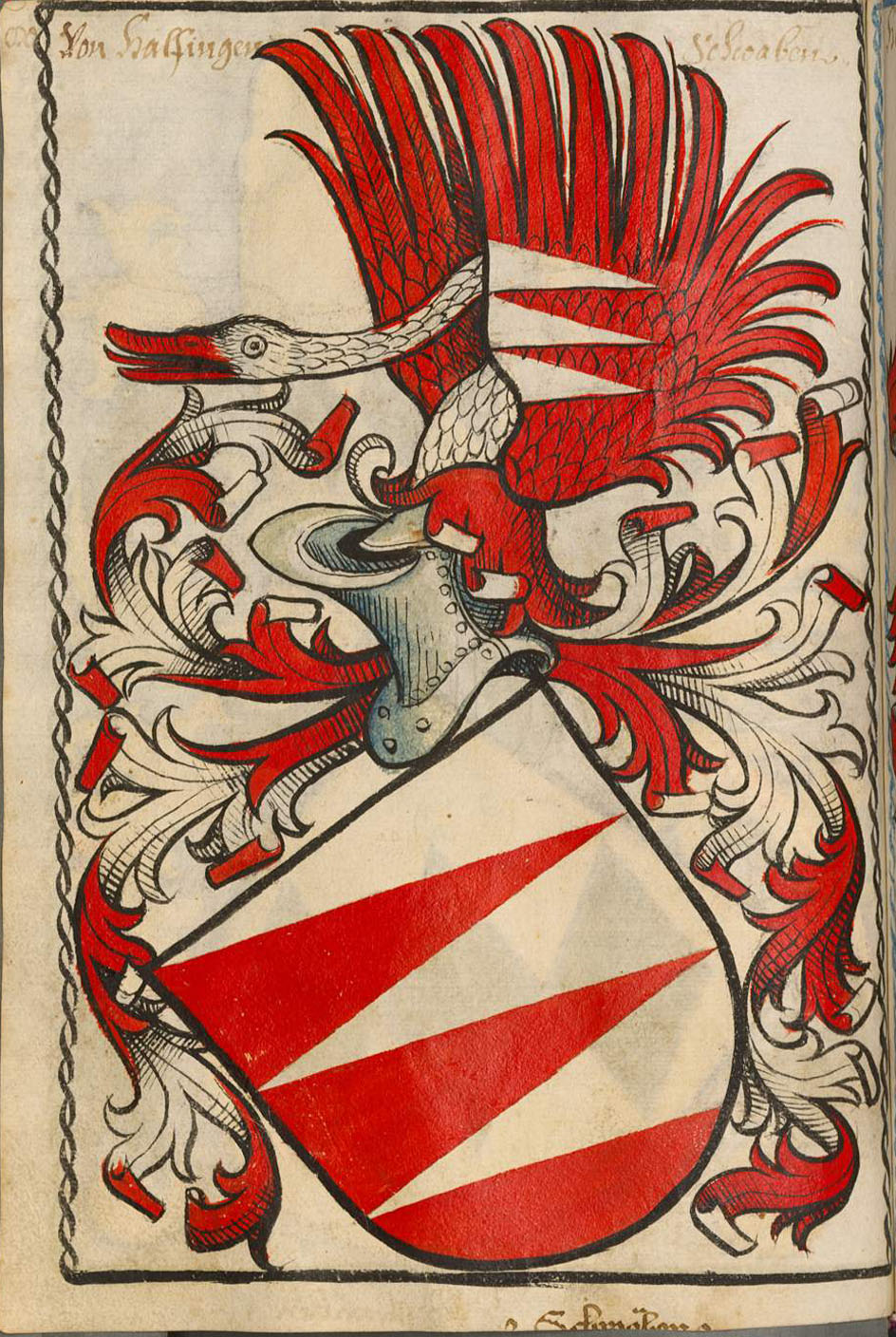
Familienwappen derer von Hailfingen nach dem Scheibler’schen Wappenbuch

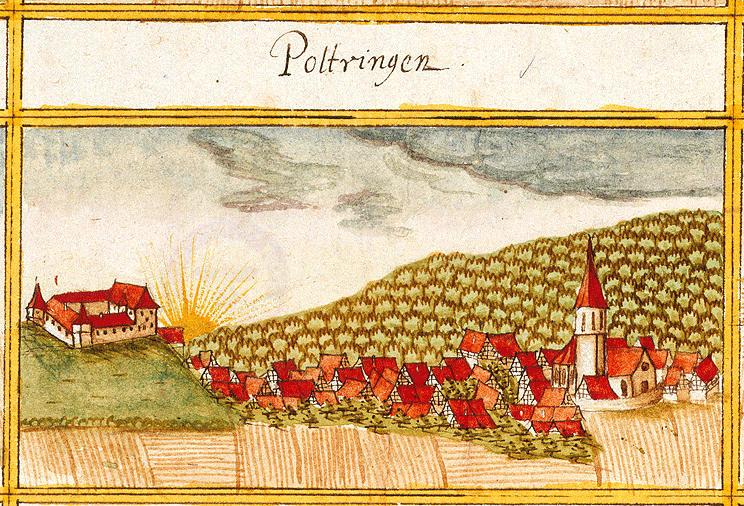
Poltringen mit der inzwischen abgegangenen Burg im Forstlagerbuch von Andreas Kieser, 1683

Conrad von Hailfingen genannt Boltringer († 1427), der 1423 Burg und Dorf Poltringen veräußerte, war 1423 und 1426 württembergischer Vogt in Reichenweier.

## Leben und Wirken
Conrad war ein Sohn von Heinz von Hailfingen und Enkel von Anselm von Hailfingen. Er konnte die von seiner verwitweten Mutter, Anna Böcklin, im Jahr 1404 an Albrecht von Ergenzingen genannt von Ast verkaufte Burg Poltringen wieder an sich bringen, allerdings nur mit Schwierigkeiten: Eine Urkunde von 1417 berichtet, dass Conrad und Albrecht von Ast Streit gehabt hätten, wobei der letztere gefangen genommen wurde. Es erging daraufhin ein Urteil, dass Albrecht der Herrschaft Württemberg mit Leib und Gut verfallen sei und dass der Hailfinger die Losung auf Poltringen erhalten sollte. Im Jahre 1420 wurde Konrad von den Württemberger Grafen mit den Entringer und Poltringer Schönbuchrechten belehnt.
1423 verkaufte er seinen Besitz um 2250 Pfund an die Gräfin Margreth von Hohenberg und ihren Sohn Sigmund. In der detaillierten Verkaufsurkunde werden aufgeführt: die Burg Poltringen mit der Mühle davor, Anteile an den Dörfern Poltringen und Oberndorf und zahlreiche Leibeigene dort sowie in Reusten, Altingen, Pfäffingen, Jesingen und Wendelsheim.
Sein Bruder Wilhelm, der Komtur der Johanniterkommende Mergentheim war, stimmte dem Verkauf ausdrücklich zu. Der ältere Hans von Hailfingen war ein weiterer der insgesamt sechs Bürgen. Nach dem Verkauf Poltringens trat Konrad in württembergische Dienste und wurde Vogt zu Reichenweier im Elsass. Obwohl er keine Nachkommen hatte, kaufte er noch im Januar 1427 von den Schenken von Stauffenberg einen Anteil am Zehnten in Melchingen für 600 Pfund. Am 29. Mai 1427 ist Conrad gestorben. Seine Grabplatte ist heute noch im Kloster Bebenhausen erhalten.
Die 2000 Pfund, die ihm sein Dienstherr, der Graf von Württemberg, schuldig geblieben war, erbte sein Bruder Wilhelm, der 1428 über einen Teilbetrag von 600 Pfund quittierte. Außerdem hatte Wilhelm noch mehrere Leibeigene in Entringen, Breitenholz und Pfäffingen geerbt, die er 1430 um 75 Pfund an Württemberg verkaufte. Der Melchinger Zehnte wurde unter den übrigen Angehörigen der Hailfinger Familien, nämlich an Georg, Wolf, Heinz und die Gebrüder Hans und Merklin aufgeteilt. Wilhelm siedelte später in die Johanniterkommende Rottweil über, wo er 1436/37 als Komtur erwähnt wurde. Später berichtet eine Schiedsurkunde von 1443, dass Wilhelm als Komtur zu Ilsfeld ein Vermächtnis von Gold- und Silbergeschirr gemacht habe.